# Naschel
Naschel är en ort i Argentina.   Den ligger i provinsen San Luis, i den centrala delen av landet, 700 km väster om huvudstaden Buenos Aires. Naschel ligger 867 meter över havet och antalet invånare är 3 157.
Terrängen runt Naschel är platt. Runt Naschel är det mycket glesbefolkat, med 7 invånare per kvadratkilometer.. Naschel är det största samhället i trakten.
Trakten runt Naschel består i huvudsak av gräsmarker.